# Volleyball Köniz 2016-2017
Questa voce raccoglie le informazioni riguardanti il Volleyball Köniz nella stagione 2016-2017.

## Organigramma societario
Area direttiva
- Presidente: Mark Kobel
- Team manager: Rainer Gilg

Area tecnica
- Allenatore: Luca Tarantini
- Assistente allenatore: Michal Tarabcik

Area sanitaria
- Fisioterapista: Prisca Losinger, Marta Ostrowska

Area comunicazione
- Addetto stampa: Markus Jampen

## Rosa
| N° | Nome              | Ruolo | Data di nascita  | Nazionalità sportiva |
| -- | ----------------- | ----- | ---------------- | -------------------- |
| 1  | Kristina Gunčeva  | P     | 24 marzo 1994    | Bulgaria             |
| 3  | Simona Belotti    | L     | 3 agosto 1993    | Svizzera             |
| 4  | Monika Šalkuté    | S/O   | 5 settembre 1993 | Lituania             |
| 6  | Ana Correa        | C     | 19 gennaio 1985  | Spagna               |
| 8  | Patricia Schauss  | C     | 14 maggio 1988   | Svizzera             |
| 9  | Céline Ackermann  | P     | 6 gennaio 1999   | Svizzera             |
| 11 | Simona Hronová    | L     | 14 agosto 1990   | Rep. Ceca            |
| 13 | Zoé Vergé-Dépré   | S     | 23 febbraio 1998 | Svizzera             |
| 14 | Nadja Schaus      | S     | 8 novembre 1984  | Germania             |
| 15 | Sandra Maurer     | S     | 13 agosto 1998   | Svizzera             |
| 17 | Xenia Staffelbach | C     | 16 marzo 1998    | Svizzera             |

## Mercato
| Acquisti | Acquisti         | Acquisti   | Acquisti   |
| R.       | Nome             | da         | Modalità   |
| -------- | ---------------- | ---------- | ---------- |
| C        | Ana Correa       | Hermaea    | definitivo |
| P        | Kristina Gunčeva | CSKA Sofia | definitivo |
| L        | Simona Hronová   | Olomouc    | definitivo |
| S/O      | Monika Šalkuté   | Syracuse   | definitivo |
| C        | Nadja Schaus     | Potsdam    | definitivo |

| Cessioni | Cessioni              | Cessioni          | Cessioni   |
| R.       | Nome                  | a                 | Modalità   |
| -------- | --------------------- | ----------------- | ---------- |
| S        | Elis Bento            | Terville Florange | definitivo |
| S/O      | Alessandra dos Santos | Balıkesir BB      | definitivo |
| S        | Martina Franková      | -                 | ritirata   |
| P        | Jovana Gogić          | Kangasala         | definitivo |
| S/O      | Laura Sirucek         | -                 | ritirata   |
| P        | Sarah Trösch          | Top Lucerna       | definitivo |
| C        | Erica Wilson          | Münster           | definitivo |

## Risultati

### Lega Nazionale A

#### Regular season

##### Primo round
| 1ª giornata - 16 ottobre 2016 Sporthalle Leimacker, Düdingen      | Düdingen           | 3 - 1 | Köniz               | 25-19, 22-25, 25-15, 25-22        |
| 2ª giornata - 21 ottobre 2016 Sporthalle Weissenstein, Berna      | Köniz              | 3 - 2 | Lugano              | 25-20, 26-24, 22-25, 22-25, 18-16 |
| 3ª giornata - 23 ottobre 2016 Salle Derrière-la-Ville 5, Cheseaux | Cheseaux           | 3 - 2 | Köniz               | 25-22, 20-25, 21-25, 25-15, 18-16 |
| 4ª giornata - 30 ottobre 2016 Sporthalle Weissenstein, Berna      | Köniz              | 1 - 3 | Neuchâtel           | 25-18, 17-25, 14-25, 17-25        |
| 5ª giornata - 6 novembre 2016 Bahnhofhalle, Lucerna               | Top Lucerna        | 1 - 3 | Köniz               | 14-25, 25-20, 20-25, 19-25        |
| 6ª giornata - 11 novembre 2016 Sporthalle Weissenstein, Berna     | Köniz              | 0 - 3 | Sm'Aesch Pfeffingen | 12-25, 15-25, 13-25               |
| 7ª giornata - 13 novembre 2016 Salle Forum BIWI, Rossemaison      | Franches-Montagnes | 3 - 0 | Köniz               | 25-22, 25-15, 25-17               |
| 8ª giornata - 19 novembre 2016 BBC Arena, Sciaffusa               | Kanti              | 2 - 3 | Köniz               | 25-23, 25-21, 22-25, 22-25, 13-15 |
| 9ª giornata - 26 novembre 2016 Sportanlage Im Birch, Zurigo       | Volero Zurigo      | 3 - 0 | Köniz               | 25-10, 25-14, 25-12               |

##### Secondo round
| 10ª giornata - 3 dicembre 2016 Sporthalle Weissenstein, Berna               | Köniz               | 2 - 3 | Düdingen           | 25-23, 19-25, 28-26, 24-26, 12-15 |
| 11ª giornata - 10 dicembre 2016 Palestra Lambertenghi, Lugano               | Lugano              | 2 - 3 | Köniz              | 25-23, 25-19, 12-25, 21-25, 10-15 |
| 12ª giornata - 17 dicembre 2016 Sporthalle Weissenstein, Berna              | Köniz               | 3 - 0 | Cheseaux           | 25-17, 25-17, 25-20               |
| 13ª giornata - 20 dicembre 2017 Halle des sports de la Riveraine, Neuchâtel | Neuchâtel           | 3 - 0 | Köniz              | 25-11, 25-23, 25-17               |
| 14ª giornata - 4 gennaio 2017 Sporthalle Weissenstein, Berna                | Köniz               | 3 - 1 | Top Lucerna        | 19-25, 25-19, 25-7, 25-18         |
| 15ª giornata - 11 gennaio 2017 Mehrzweckhalle Löhrenacker, Aesch            | Sm'Aesch Pfeffingen | 3 - 0 | Köniz              | 25-20, 25-16, 25-14               |
| 16ª giornata - 14 gennaio 2017 Sporthalle Weissenstein, Berna               | Köniz               | 0 - 3 | Franches-Montagnes | 22-25, 11-25, 20-25               |
| 17ª giornata - 21 gennaio 2017 Sporthalle Weissenstein, Berna               | Köniz               | 3 - 0 | Kanti              | 25-18, 25-17, 25-23               |
| 18ª giornata - 28 gennaio 2017 Sporthalle Weissenstein, Berna               | Köniz               | 1 - 3 | Volero Zurigo      | 20-25, 25-23, 14-25, 12-25        |

##### Terzo round
| 19ª giornata - 4 febbraio 2017 Sporthalle Weissenstein, Berna     | Köniz               | 1 - 3 | Neuchâtel | 25-22, 23-25, 22-25, 14-25        |
| 20ª giornata - 8 febbraio 2017 BBC Arena, Sciaffusa               | Kanti               | 3 - 1 | Köniz     | 23-25, 25-15, 25-22, 25-20        |
| 21ª giornata - 11 febbraio 2017 Sportanlage Im Birch, Zurigo      | Volero Zurigo       | 3 - 0 | Köniz     | 25-20, 25-12, 25-21               |
| 22ª giornata - 22 febbraio 2017 Mehrzweckhalle Löhrenacker, Aesch | Sm'Aesch Pfeffingen | 2 - 3 | Köniz     | 19-25, 25-21, 21-25, 25-22, 10-15 |
| 23ª giornata - 24 febbraio 2017 Sporthalle Weissenstein, Berna    | Köniz               | 1 - 3 | Düdingen  | 19-25, 19-25, 26-24, 19-25        |
| 24ª giornata - 26 febbraio 2017 Salle Forum BIWI, Rossemaison     | Franches-Montagnes  | 3 - 0 | Köniz     | 25-20, 25-17, 25-22               |
| 25ª giornata - 4 marzo 2017 Bahnhofhalle, Lucerna                 | Top Lucerna         | 1 - 3 | Köniz     | 14-25, 25-22, 21-25, 21-25        |
| 26ª giornata - 11 marzo 2017 Palestra Lambertenghi, Lugano        | Lugano              | 2 - 3 | Köniz     | 23-25, 15-25, 25-22, 25-22, 12-15 |
| 27ª giornata - 12 marzo 2017 Salle Derrière-la-Ville 5, Cheseaux  | Cheseaux            | 3 - 1 | Köniz     | 27-25, 26-24, 19-25, 25-17        |

#### Play-off scudetto
| Quarti di finale (gara 1) - 19 marzo 2017 Sporthalle Weissenstein, Berna    | Köniz               | 0 - 3 | Sm'Aesch Pfeffingen | 13-25, 24-26, 16-25        |
| Quarti di finale (gara 2) - 25 marzo 2017 Mehrzweckhalle Löhrenacker, Aesch | Sm'Aesch Pfeffingen | 3 - 1 | Köniz               | 22-25, 25-13, 25-12, 25-22 |

### Coppa di Svizzera

#### Fase a eliminazione diretta
| Ottavi di finale - 8 gennaio 2017 Bahnhofhalle, Lucerna                    | FC Lucerna         | 0 - 3 | Köniz | 21-25, 11-25, 8-25         |
| Quarti di finale - 29 gennaio 2017 Salle de Gym La Pépinière, Les Breuleux | Franches-Montagnes | 3 - 1 | Köniz | 25-20, 25-17, 25-27, 25-21 |

## Statistiche

### Statistiche di squadra
| Competizione      | Punti | In casa | In casa | In casa | In trasferta | In trasferta | In trasferta | Totale | Totale | Totale |
| Competizione      | Punti | G       | V       | P       | G            | V            | P            | G      | V      | P      |
| ----------------- | ----- | ------- | ------- | ------- | ------------ | ------------ | ------------ | ------ | ------ | ------ |
| Lega Nazionale A  | 28    | 12      | 4       | 8       | 17           | 6            | 11           | 29     | 10     | 19     |
| Coppa di Svizzera | -     | 0       | 0       | 0       | 2            | 1            | 1            | 2      | 1      | 1      |
| Totale            | -     | 12      | 4       | 8       | 19           | 7            | 12           | 31     | 11     | 20     |

G = partite giocate; V = partite vinte; P = partite perse

### Statistiche dei giocatori
NB: Non sono disponibili i dati relativi alla Lega Nazionale A e alla Coppa di Svizzera